# Yaichi Numata
Yaichi Numata (沼田 弥一; Fukushima, 29 de junho de 1951) é um ex-ciclista olímpico japonês. Numata representou seu país nos Jogos Olímpicos de 1972, em Munique.